# نیکول فان در فلدن
نیکول فان در فلدن (هلندی: Nicole van der Velden؛ زادهٔ ۲۶ اکتبر ۱۹۹۴ در مادرید) قایقران زن در رشته قایقرانی بادبانی اهل آروبا است که در بازی‌های المپیک تابستانی ۲۰۱۶ به رقابت پرداخت. وی پرچم‌دار کاروان ورزشی آروبا در بازی‌های المپیک تابستانی ۲۰۱۶ ریو دو ژانیرو بود.